# دبشليم
دَبْشَلِيْم هو ملك من ملوك الهند في العصور القديمة والذي أمر فيلسوفاً وحكيماً من حكماء الهند واسمه بيدبا بتأليف كتاب في عهده يكون قيماً ويحمل من الحكم والأمثال الكثير لكي تتناقله الأجيال وتتحدث عنه. ومن هنا جاء تأليف كتاب «كليلة ودمنة» المعروف والذي نقله من الفهلوية إلى العربية عبد الله بن المقفع، وكان الفيلسوف بيدبا قد ألّف هذا الكتاب على لسان الحيوان لكي ينقل للملك نصائح هو بحاجة إليها لإصلاح بعض عيوبه وأخطائه.

## كليلة ودمنة

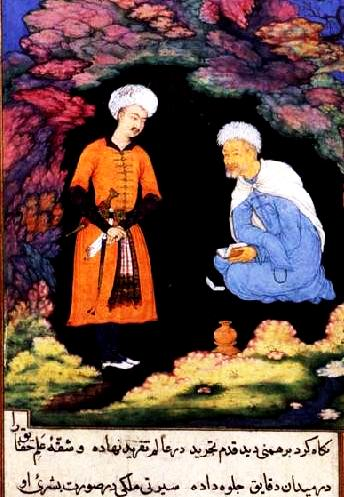
رسم يُصوّر الملك دبشليم وهو يزور الحكيم بيدبا.

تذكر مقدمة الكتاب أن الحكيم الهندي «بيدبا» قد ألّفه لملك الهند «دبشليم»، وقد استخدم المؤلف الحيوانات والطيور كشخصيات رئيسية فيه، وهي ترمز في الأساس إلى شخصيات بشرية وتتضمن القصص عدة مواضيع من أبرزها العلاقة بين الحاكم والمحكوم، بالإضافة إلى عدد من الحِكم والمواعظ.
حينما علم كسرى فارس «أنوشيروان» بأمر الكتاب وما يحتويه من المواعظ، أمر الطبيب «برزويه» بالذهاب إلى بلاد الهند ونسخ ما جاء في ذلك الكتاب ونقله إلى الفهلوية الفارسية.
إلا أن هناك من شكّك في ذلك ورأى بأن أصل الكتاب عربي، كون النسخة العربية هي النسخة القديمة الوحيدة الباقية من الكتاب مع ضياع النسخة الهندية والفارسية إن وجدت، ويرون بأن قصة مقدمة الكتاب وانتقاله من الهند إلى فارس والقصص التي رويت على ألسنة الحيوانات ما هي إلا من وحي خيال الكاتب عبد الله بن المقفع نفسه، ليبعد التهمة عنه كونه خاف على نفسه من الهلاك. قال ابن خلكان في كتابه وفيات الأعيان وأنباء أبناء الزمان: «إنّ ابن المقفَّع هو الذي وضع كتاب "كليلة ودمنة"، وقيل: إنه لم يضعه وإنما كان باللغة الفارسية فعرّبه».